# Oxyrhynchus (plante)
Genre
Oxyrhynchus est un genre de plantes à fleurs dicotylédones de la famille des Fabaceae, sous-famille des Faboideae, originaire d'Amérique et de Nouvelle-Guinée, qui compte trois espèces acceptées.

## Liste d'espèces
Selon The Plant List (6 octobre 2018) :
- Oxyrhynchus papuanus (Pulle) Verdc.
- Oxyrhynchus trinervius (Donn.Sm.) Rudd
- Oxyrhynchus volubilis Brandegee